# Oncidium charlesworthii
Oncidium charlesworthii är en orkidéart som beskrevs av Harry James Veitch. Oncidium charlesworthii ingår i släktet Oncidium och familjen orkidéer. Inga underarter finns listade i Catalogue of Life.